# ナチズムと環境保護
ナチズムと環境保護の項目では、ナチズムにおける環境保護思想と、ナチス・ドイツ時代のドイツにおいて行われた環境保護政策について記述する。

## ナチズムにおける環境保護思想
1920年代からドイツにおいては環境保護思想が高まりつつあり、ナチ党（国家社会主義ドイツ労働者党）もそのような主張を行っていた。イェルク・ツィンクやウルリヒ・リンゼは、ナチズムの環境保護思想を「血と土」のイデオロギーに基づくものと見ている。リヒャルト・ヴァルター・ダレが提唱した「血と土」イデオロギーは土地を重視するものであり、環境保護的な思想も含まれていた。
ナチ党の自然保護は自然回帰主義であり、近代化農法を非難し有機的な自作農業を賛美した。また、マルティン・ハイデガーなどナチ党に同調する哲学者たちも「自然と調和した生活」を熱烈に説き、その思想面を支持した。
第一次世界大戦後のアメリカ西海岸では、自然保護思想と人種差別的な優生学とが密接に結びつき、熱心な活動が行われていた。アドルフ・ヒトラーは、アメリカの自然保護主義者マディソン・グラントの著した、北方人種の優越を主張する『偉大な人種の消滅 (The Passing of the Great Race)』に感銘を受け、同書を聖書に喩える熱烈なファンレターを送っている。
一方で、動物保護の思想にはいわゆる人間中心主義ではない、生命中心主義的な観点が見られる。ヘルマン・ゲーリングは「ドイツ人は常に動物への偉大な愛情を示してきた」「現在まで動物は法律において生命のないものであると考えられてきた。……このことはドイツの精神に適合しないし、何にもまして、ナチズムの理念とは完全にかけ離れている」と述べている。また後の動物保護法においても、動物は人間のためにではなく、それ自体のために保護されると定義されている。
これには反ユダヤ主義との関連もあり、1890年代以降にはユダヤ人が行っていた「カシュルート」に反しない屠殺法を禁止するよう求める動きがしばしば保守派から求められていた。ユダヤ教においては「血を食べてはならない」という戒律があったため、動物が生きているうちに気絶させず、一気に首を切り落とす方法が行われていたが、保守派はこれを動物に苦痛を与えるものだとして反対していた。後の「動物の屠殺に関する法律」の成立には、ユダヤ人を犯罪者とする、反ユダヤ主義的な目的も含まれていたと見られている。

## 権力掌握後の保護政策

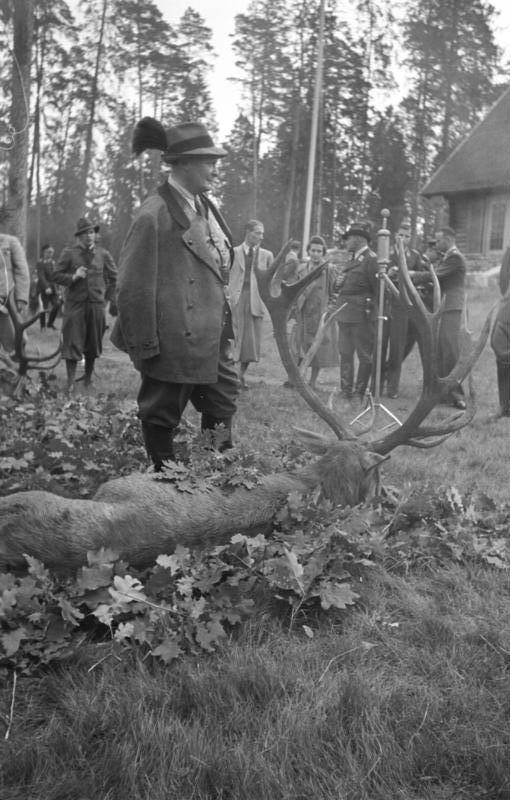
狩りをするヘルマン・ゲーリング（1939年）。ゲーリングは動物実験禁止法制の布告を行い、帝国森林監督官、狩猟局長官を兼ね、ドイツの自然保護・動物保護政策において大きな影響力を持った。ただしゲーリングは四カ年計画長官も兼ねており、軍需のために自らその法制を踏みにじることもしばしばあった。

ヴァイマル共和政時代のドイツにおいては、自然保護を目的とした立法はほとんど無く、一部の州において成立していた天然記念物保護制度も予算の少なさから正常に機能していなかった。ナチ党の権力掌握を、ブランデンブルク天然記念物保護委員長のハンス・クローゼはこのような発言をして歓迎した。「多くの（ナチスの）好意的な発言や兆候が示しているのは、国家社会主義的ドイツが、郷土・自然保護の利益を、以前のどの時代よりもはるかによく考慮に入れるだろうということである」。また
プロイセン国立天然記念物保全局長を25年間つとめたヴァルター・シェーニヒェンはナチズムと自然保護を結びつけようといくつもの論考を発表している。
1933年4月にはこの種の法律の一号となる「動物の屠殺に関する法律」が制定され、処置を行う際には、動物に対して不必要な苦痛を与えないよう気絶させるように求められた。8月17日にはプロイセン州において動物実験を原則的には禁止する法制が施行された。11月24日には動物保護法が制定され、1934年には ｢国家狩猟法｣が制定された。11月には「森林法」が制定され、森と樹木の保護が求められたが、拡大する軍需のためにこの法律はないがしろにされていった。
1935年にはライヒ自然保護法が制定された。制定に当たっては帝国森林監督官、狩猟局長官であったヘルマン・ゲーリングの強いイニシアチブがあった。文部省と司法省が別々に草案の策定を行っていたが、両者の間では主導権争いが発生していた。この状況が数か月続いた後の4月30日、ゲーリングは自らの帝国森林庁が法案制定にあたると宣言した。ゲーリングが法案制定を指示したのは4月30日であり、各省に草案が送付されたのは6月15日、各省庁の担当者間で打ち合わせが行われたのは6月24日であった。この手続きはあまりにも拙速であると反発もあったが、翌25日には修正された草案が配布され、26日には閣議決定された。法案の実質的な起草者クローゼは、ゲーリングに対する謝辞をたびたび述べているが、ゲーリングの動機は趣味であった狩猟のため、ショルフハイデの自然保護区を保護する目的があったためとされている。この法律はドイツ国全体に共通する自然保護法制として画期的なものであり、景観を大きく変更する場合には所轄官庁が関与する義務を規定したものであった。
しかし第６条で「国防軍、重要な公共交通路、海洋航行及び内水航行、生活上重要な企業に資する土地は自然保護によってその利用を妨げられてはならない」という規定が存在し、「四カ年計画」が進行し、開発が進められていたドイツにおいては、無制限な資源収奪が進行していった。第二次世界大戦勃発後の1942年4月1日と1943年7月1日、ゲーリングの発した回状によって自然保護業務の大半は停止され、1944年9月30日の布告によって、ライヒ自然保護法の執行は停止された。

### 評価
当時の動物保護政策は国外でも評価され、アメリカのアイヒェルベルガー・ヒューマン・アワード基金がアドルフ・ヒトラーを表彰して金メダルを贈った。ウルリヒ・リンゼはナチス時代の保護立法により、「郷土および自然保護の長年の望みがかなえられた」としている。リュック・フェリが大規模な自然保護計画と現実の政治的介入の配慮を両立させた、世界初のものであると評価しているように、結果はどうあれ、多くの論者はナチス・ドイツの環境保護政策の水準の高さを評価している。
上述の通り、諸政策は文言として素晴しかった一方、実際には効果を上げられなかった。ナチス政権において、戦争によるアーリア人の生存権拡大は、自然保護より遙かに上位の目的である。
森林長官、狩猟長官であったヘルマン・ゲーリングは空軍総司令であり、四カ年計画全権責任者及び経済相にも任命され、戦争を見据えた軍備・産業の強化を最優先したため、実際の自然保護は停滞した。
山林を切り拓いてアウトバーンの建設が進められ、開戦に備えて食糧自給率を向上させる「生産戦」は湿原等の開拓、土地改良、施肥量の増加を推進し、自然破壊を引き起こした。
ナチス・ドイツによる自然環境への影響を考える際には、戦争という深刻な環境破壊を世界規模で引き起こしたという点も考慮する必要がある。
更なる詳細は本項のドイツ語版記事を参照のこと。

## 戦後の環境保護政策への影響
これらの保護法制は占領下においてもナチス法制と見られず、禁止されることもなく存続していった。1933年の動物保護法は、1972年の連邦共和国による、やや緩和された立法が成立するまで使用が続けられ、ライヒ自然保護法も連邦自然保護法が成立する1976年まで、ラント法(州法)として効力を保った。
一方で、左派には自然保護に言及することがナチスに関連するものとしてはばかられるような雰囲気があり、一種のタブー視がされていた。1970年代には環境保護の観点による「節約」と「秩序」という言葉がファシズム的であり、反社会的であるという風潮があった。このため1970年代以降に勃興したドイツの自然保護運動には、むしろ右派によって開始された点が大きい。「緑の党」はこうした右派によって創始された運動であったが、次第に左派によって占められるようになった。現在においても、同盟90/緑の党は、環境保護に重点をおいた政党であるが、ナチズムとの類似性がしばしば批判の対象になる。